# Грушівка (Скадовський район)
Грушівка —  селище в Україні, у Скадовській міській громаді Скадовського району Херсонської області. Населення становить 245 осіб.

## Історія
Відповідно до Розпорядження Кабінету Міністрів України від 12 червня 2020 року № 726-р «Про визначення адміністративних центрів та затвердження територій територіальних громад Херсонської області» увійшло до складу Скадовської міської громади.
24 лютого 2022 року селище тимчасово окуповане російськими військами під час російсько-української війни.

## Населення
Згідно з переписом УРСР 1989 року чисельність наявного населення селища становила 245 осіб, з яких 117 чоловіків та 128 жінок.
За переписом населення України 2001 року в селищі мешкали 244 особи.

### Мова
Розподіл населення за рідною мовою за даними перепису 2001 року:
| Мова            | Кількість | Відсоток |
| --------------- | --------- | -------- |
| українська      | 233       | 95.10%   |
| російська       | 9         | 3.77%    |
| білоруська      | 1         | 0.41%    |
| інші/не вказали | 2         | 0.82%    |
| Усього          | 245       | 100%     |